# Pierre-Étienne Flandin
Pierre Étienne Flandin (12 de abril de 1889 en París, Francia-13 de junio de 1958 en Saint-Jean-Cap-Ferrat, Francia) fue un político conservador francés de la Tercera República, líder de la Alianza democrática (ARD), y primer ministro de Francia desde el 8 de noviembre de 1934 al 31 de mayo de 1935.
Fue el ministro de Relaciones Exteriores cuando Adolfo Hitler reocupó Renania en 1936. En diciembre de 1940, el jefe de Estado de la Francia de Vichy, Philippe Pétain lo nombró cabeza del gobierno (vicepresidente del consejo) en sustitución de Pierre Laval. Las autoridades alemanas, sin embargo, objetaron su nominación y fue prontamente reemplazado por François Darlan.

## Ministerio de Flandin (1934 - 1935)
- Pierre-Étienne Flandin - Presidente del concejo.
- Georges Pernot - Vicepresidente del consejo y ministro de justicia.
- Pierre Laval - Ministro de asuntos exteriores.
- Louis Maurin - Ministro de guerra.
- Marcel Régnier - Ministro de interior.
- Louis Germain-Martin - Ministro de finanzas.
- Paul Jacquier - Ministro de trabajo
- François Piétri - Ministro naval militar.
- William Bertrand - Ministro naval mercante.
- Victor Denain - Ministro del aire.
- André Mallarmé - Ministro de la educación nacional.
- Georges Rivollet - Ministro de pensiones.
- Émile Casset - Ministro de agricultura.
- Louis Rollin - Ministro de colonias.
- Henry Roy - Ministro de trabajos públicos.
- Louis Lafont - Ministro de salud y educación física.
- Georges Mandel - Ministro de correo, telégrafos y teléfonos.
- Paul Marchandeau - Ministro de comercio e industria.
- Édouard Herriot - Ministro de estado.
- Louis Marin - Ministro de estado.
- Philippe Pétain - Ministro de estado.

## Obras
- Política francesa, 1919-1940 , Les Éditions nouvelles, 1947.
- O unirse o morir , Flammarion, 1937.
- Discurso. El Ministerio Flandin.noviembre de 1934–mayo de 1935, Gallimard.

| Predecesor: Louis Loucheur       | Ministro de correo, telégrafos y teléfonos 1924 | Sucesor: Eugène Raynaldy  |
| Predecesor: Georges Bonnefous    | Ministro de comercio e industria 1929–1930      | Sucesor: Georges Bonnet   |
| Predecesor: Georges Bonnet       | Ministro de comercio e industria 1930           | Sucesor: Louis Loucheur   |
| Predecesor: Louis Germain-Martin | Ministro de finanzas 1931–1932                  | Sucesor: Henry Chéron     |
| Predecesor: Joseph Paganon       | Ministro de trabajos públicos 1934              | Sucesor: Henry Roy        |
| Predecesor: Gaston Doumergue     | Presidente del concejo 1934–1935                | Sucesor: Fernand Bouisson |
| Predecesor: Philippe Pétain      | Ministro sin cartera 1935–1936                  | Sucesor: –                |
| Predecesor: Pierre Laval         | Ministerio de Asuntos Exteriores 1936           | Sucesor: Yvon Delbos      |
| Predecesor: Pierre Laval         | Ministerio de Asuntos Exteriores 1940–1941      | Sucesor: François Darlan  |

- Datos: Q471296
- Multimedia: Pierre-Étienne Flandin / Q471296